# Nyamuswa
Nyamuswa è una circoscrizione mista (mixed ward) della Tanzania situata nel distretto di Bunda, regione del Mara. Conta una popolazione di 9 323 abitanti (censimento 2012).